# 朝倉音夢
朝倉 音夢（あさくら ねむ、12月28日 - ）は、CIRCUSのアダルトゲーム『D.C. ～ダ・カーポ～』のメインヒロイン。

## 概要
朝倉純一は義理の兄。ヘアスタイルはショートで茶髪かつアホ毛あり。髪の両脇にはリボンを付け、靴下はニーソックス、純一からどこにいても見つけられるようにと贈られた純一手製の小さな鈴付きのチョーカーを着用している。

## ゲームにおける朝倉音夢

### D.C.
幼少時に交通事故で両親は他界し、親戚である朝倉家に引き取られる。主人公朝倉純一とは血の繋がらない妹である。純一と生年月日が同一のため、姉にするか妹にするか迷われたが、純一が「弟」になることを拒否し、家出して泣いていた音夢を純一が「自分が守る」と宣言した経緯から双子の妹として生活することになる。以後本当の兄妹のように育てられ、純一を「兄さん」と呼んで慕う。体が弱く、微熱をよく出して純一に気をかけさせていた。
なお、『D.C. ～ダ・カーポ～ 公式ビジュアルファンブック』にて朝倉家に引き取られる前の旧姓が「柏木」であることが語られているが、ゲーム・アニメのいずれでも作中では触れられていないため、ゲームやアニメなど作品本編しか知らないユーザには知られてない『裏設定』の一つとして一部ファンの間で知られるに留まっており認知度はあまり高くない。
D.C.の舞台となる初音島で、仕事の都合上海外に赴任して両親のいない朝倉家にて純一と二人暮らしを送っていた。風見学園付属の3年1組に所属し、風紀委員を務め、成績優秀、性格の良さとあいまって学園ではかなりの人気者だが、それは表向きの顔。自宅など純一と二人きりの時は甘えたがりで、丁寧語を使い笑顔を絶やさない上品で清楚を演じる表向きの音夢は純一から「裏モード」や「裏音夢」と呼ばれる。
純一に兄妹以上の感情を持っており、純一が他の女の子と仲良くしているとヤキモチを焼き、裏拳や辞書を投げるなど暴力を振るう。特に芳乃さくらに対する嫉妬心はかなりのものであるようで、さくらがアメリカに滞在中、純一宛に送ってきた手紙を、事前に確認して処分したりしており、本当は大好物であるにも拘らずプロフィールで和菓子が嫌いとなっているのも、密かに純一から和菓子を出してもらっていたさくらへの嫉妬と対抗心から意地を張っているためである。
「ミス世話焼き」のあだ名があるほどのしっかり者で世話好きである。家事万能と見せかけて料理の腕前だけは、純一が密かに「殺人シェフ」と呼ぶほど壊滅的で、“見た目はまともだが、殺し屋が通販を申し込んできそうな位不味い物”を生み出す特殊な才能を持つ。純一曰く「調味料の塊」とのこと。これは孫娘の由夢と違って原因不明であり、どの作品においても完全には改善されていない。
就寝時は純一の着古したワイシャツをパジャマ代わりに愛用している。時々、まだ純一が着ているシャツをパジャマ用にしてしまい、新しいシャツを代わりに買ってきてこっそり入れ替えている。本人曰く、着古したワイシャツを着た方が気持ち良く寝られるとのことである。
朝倉家に引き取られ毎晩のように泣く音夢に対し、純一は「今からお前はオレの妹だ」「オレはお前のお兄さんだからな」と宣言する。以降、純一のことを「お兄ちゃん」と呼ぶが、ある出来事をきっかけに呼び方を変える。この間、僅か2日間。従って幼い音夢が「お兄ちゃん」と呼んでいたのは、兄妹宣言した夜に寝付くまでの間と、家出した音夢を発見した時の会話しかない。つまり本編の音夢が「お兄ちゃん」と呼ぶ時は、この時の事を思い出して純一に目一杯甘えていると判断できる。また子供の頃につけていたリボンは白色で、本編でつけている黄色のリボンは純一からのプレゼントらしい。
音夢の首には純一から貰った鈴をつけており、それを非常に大切にしている。なお、鈴を貰った時期は音夢が朝倉家に引き取られる前。
実は桜の木に願ったことで純一とは心が繋がった状態になっている。しかし、それは体への負担が大きく、結果として病弱気味となり、体調を崩しやすくなった。故に桜が枯れて以降は元に戻っている。
『水夏』というタイトルの詩集を出している詩人「らぶりー・ばーにんぐ」と文通している。

### D.C.W.S./S.V./F.S./A.S.
D.C.と同じ年のクリスマスを描いた『D.C. White Season ～ダ・カーポ ホワイトシーズン～』、翌年の夏を描いた『D.C. Summer Vacation ～ダ・カーポ サマーバケーション～』、それらのコンシューマー版リメイク『D.C. Four Seasons ～ダ・カーポ～ フォーシーズンズ』およびD.C.F.S.のPC移植版『D.C. After Seasons ～ダ・カーポ～ アフターシーズンズ』ではD.C.、D.C.P.S.の音夢ルートと違い、本校へは進学せずに看護師を目指して本島の看護学校に通っている。D.C.W.S.とD.C.S.V.の無人島編、そのリメイクシナリオであるD.C.F.S.、D.C.A.S.の夏編で攻略可能である。

### D.C.I.F.
『D.C.I.F. 〜ダ・カーポ〜 イノセントフィナーレ』では「鍵を握る人物」となる。
卒パのミスコンで白河ことりが、純一に告白をしようとしたまさにその瞬間に倒れてしまう。その後、病院への入院を拒否した上で、自宅において純一に付きっきりで看護をするよう求めるが…
本編では表に出ていなかった『D.C. ～ダ・カーポ～ 公式ビジュアルファンブック』でディレクター御影により語られていた公式裏設定を、初めて表に出した作品であり、魔法の効果が兄の気を引くために自らの身体に苦痛を与え続けるものとなり、心の共有をしないために桜の花びらや記憶欠如の症状がない代わりに吐血を伴う。そのため魔法の後遺症または魔法が消えた後に起こった交通事故により帰らぬ人となる。ただし、選択肢次第で明確な死の描写がなくなり、エピローグでさくらに車椅子を押されて登場する。

### ことり Love Ex P
『ことり Love Ex P』では直接登場していないが、天枷美春の発言から初音島の外で働いていることが確認されている。看護師なのかは明らかにされていない。

### D.C.II
D.C.から53年後を描いた『D.C.II』にも音夢は名前のみで登場する。前作の主人公朝倉純一と結婚しており、メインヒロインの朝倉音姫、由夢は孫にあたる。
特に由夢は容姿も性格も祖母に酷似しており、焼きもち焼きで料理が下手。やはり義理の兄である主人公桜内義之を「兄さん」と呼び、優等生な裏モードまでそっくり再現されている。しかしながら由夢は自宅では祖父譲りの面倒くさがりで、料理以外の家事も不得手である。
義之曰く、純一との夫婦生活は仲睦まじく理想的であるとのこと。
家にいないだけでちゃんと生きていることが『D.C.II Spring Celebration ～ダ・カーポII～ スプリング セレブレイション』で確認されている。医療関係の仕事で世界中を飛び回っているらしい。『D.C.II. D.M』で音姫の結婚式と出産後には流石に息子共々帰ってきたが、台詞はなくイベントCGでも顔までは出なかった。

### D.C. Dream X'mas
『D.C.II』時代の音夢は渡米中で登場しないものの、一貫して純一と結婚している設定となっている。
『D.C. ～クリスマスミライコイユメ～』では、純一と恋仲になった後の世界から53年後の世界に現れており、自分と恋愛関係にない世界から来た純一にヤキモキする事となる。純一を驚かすためにサンタコスプレで帰郷しようとした直前に未来に飛ばされたためサンタ姿のままで過ごしている。
『D.C.II ～Day Dream Believer～』ではループした世界で未来から来た義之達に協力するが、孫に当たる由夢達から「おばあちゃん」、杉並（D.C.II）から「朝倉祖母」と呼ばれることには不満を漏らしている。また自分の結婚相手を知るのが怖いため、言わないように頼んでいる。

### D.C.4
「生誕のアルティメットパーティー！」の最後に一登の夢の中に謎の少女として登場する他、本編でも二乃ルートで一登が見た夢の中にする。

## アニメにおける朝倉音夢
基本的な設定はゲームから変更はないが、桜の魔法で得たものはなく、それに伴って記憶を失う原因も違っている。また、子供の頃につけていたリボンは桃色と白色の2種類ある。

### D.C.
アメリカから帰国した純一の従姉芳乃さくらが純一にキスをするのを見て、よそよそしい「裏音夢モード」になったり、水着姿の他ヒロインたちに見とれる純一を面白くないとその場を去ったりと、義兄に対する想いを見せる。

### D.C.S.S.
第1話は声だけの登場。第6話から保健の研修医として登場する。本校へ進学したと思われる前作の結末とは違い、音夢は看護学校へ進学している。第12話からは水越病院の手伝いの看護師として登場。また看護学校へ行った経緯に問題があり、設定上在学中は2年間音信不通で一方的に連絡しなかったが、それは純一に甘えてしまうと思ったからである。

### D.C.if
本作には直接は登場しない。純一が音夢の部屋を片付けようとする前に墓参りに行ったり、いつも身につけているチョーカーが部屋にあるなど、死亡しているかのような描写になっている。

### D.C.III
第11話のさくらの回想シーンで、純一とともに1シーンのみ登場している。
ただし着用している制服のデザインがD.C.Ⅱ/Ⅲに準じたものになっており、本来音夢が着ているべき制服ではない。

## その他
- ゲームではさくらを「さくら」と呼んだり「さくらちゃん」と呼んだりするが、アニメでは全て「さくらちゃん」で統一されている。
- D.C.Iのキャラの中ではことりと共に人気の双璧を誇っている。

## 担当声優
18禁ゲーム版
- 鳥居花音（「初代」- 『D.C. Summer Vacation』）
- 安玖深音（CIRCUS FC入会特典〈販促としてはCircus Land I〉以降）

- 野川さくら（『Origin』を除くゲームおよびアニメ[5]、D.C.4[6]）
- 鳥居花音（Origin）
- 春夏ひとみ（T.P.さくら）
- 本渡楓（D.C. Re:tune[7]）